# NGC 2591
NGC 2591 is een spiraalvormig sterrenstelsel in het sterrenbeeld Giraffe. Het hemelobject werd op 12 augustus 1866 ontdekt door de Duitse-Deense astronoom Heinrich Louis d'Arrest.

## Synoniemen
- UGC 4472
- MCG 13-7-1
- ZWG 349.29
- ZWG 350.1
- IRAS08307+7811
- PGC 24231